# 小行星1104
小行星1104（1104 Syringa）是一颗围绕太阳公转的小行星。1928年12月9日，卡爾·威廉·萊茵姆特在海德堡发现了此天体。
該小行星以丁香命名。
这颗小行星的绝对星等为12.34等。